# Die Hälfte des Himmels: Wie Frauen weltweit für eine bessere Zukunft kämpfen

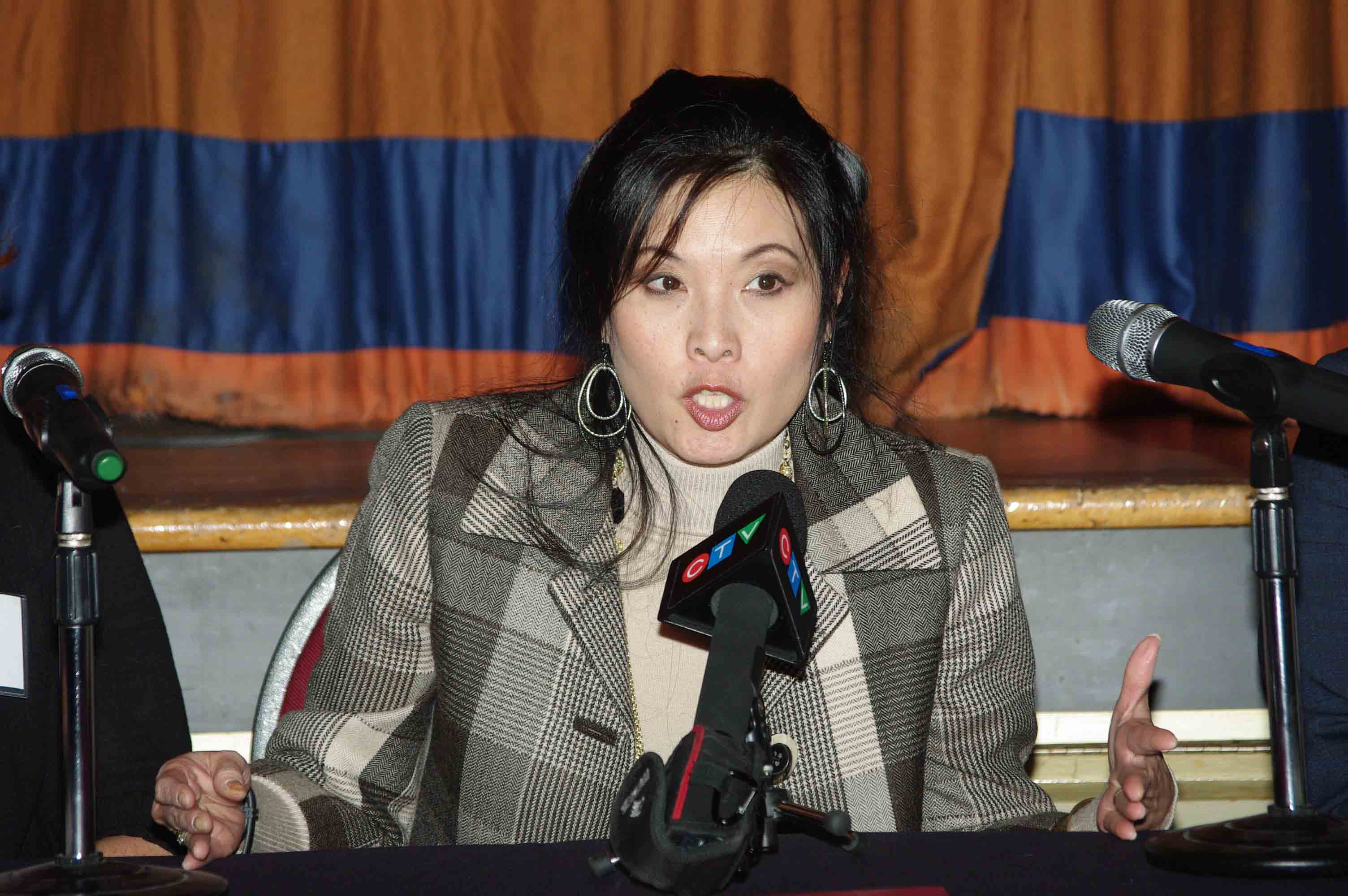
Autorin Sheryl WuDunn auf einer Pressekonferenz in Montreal (2012)

Die Hälfte des Himmels: Wie Frauen weltweit für eine bessere Zukunft kämpfen ist ein Sachbuch der Pulitzer-Preisträger Nicholas D. Kristof und Sheryl WuDunn. Die englischsprachige Ausgabe erschien im September 2009 bei Alfred A. Knopf, Inc. unter dem Titel Half the Sky: Turning Oppression into Opportunity for Women Worldwide; die deutschsprachige Übersetzung ein Jahr später beim C. H. Beck Verlag.
Das Buch behandelt Themen wie Zwangsprostitution, Gruppenvergewaltigung, Zwangsverheiratung und Müttersterblichkeit in Indien, Pakistan, Südostasien und Afrika. Die Autoren ziehen dabei zum Beispiel Vergleiche mit dem atlantischen Sklavenhandel, bei dem weniger Menschen verschifft wurden, als heutzutage Frauen und Mädchen mit Gewalt in die Prostitution gezwungen werden; oder dass der Genderzid an Mädchen in den letzten 50 Jahren mehr Todesopfer gefordert habe als alle Kriege des 20. Jahrhunderts zusammen bei der männlichen Bevölkerung. Dabei wechseln die Autoren Daten und Fakten von wissenschaftlichen Berichten mit der Beschreibung von Einzelschicksalen ab, da es die Einzelschicksale seien, „die Menschen dazu bringen, zu handeln“. Darüber hinaus beschreiben sie auch Lösungsmöglichkeiten und erfolgreiche Hilfsorganisationen: Insbesondere Bildung und Mikrokredite gäben den Frauen Empowerment, also das Selbstbewusstsein und die finanzielle Unabhängigkeit, um ihre Rechte durchzusetzen.
In den ersten zehn Monaten nach Erscheinen wurden 200.000 Exemplare der englischen Hardcover-Ausgabe verkauft. Eine Website, Half The Sky Movement, dient als Informationsplattform über die Themen des Buches und die beschriebenen Hilfsorganisationen sowie die Autoren und Nachfolgeprodukte mit den Themen des Buches. Der nichtkommerzielle US-Fernsehsender Public Broadcasting Service sendete im Oktober 2012 eine vierstündige Fernsehdokumentation von Kristof und WuDunn mit gleichnamigen Titel, bei der Einzelschicksale von Frauen aus verschiedenen Teilen der Welt vorgestellt wurden, verknüpft mit Hintergrundinformationen und Statistiken. Prominente wie Hillary Clinton, George Clooney und Meg Ryan wirkten mit.

## Ausgaben (Auswahl)
- Half the Sky: Turning Oppression into Opportunity for Women Worldwide Alfred A. Knopf, Inc., New York 2009, ISBN 978-0-3072-6714-6.
- Die Hälfte des Himmels: Wie Frauen weltweit für eine bessere Zukunft kämpfen. kartoniert, aus dem Englischen übersetzt von Karl-Heinz Siber, mit einem Vorwort von Margot Käßmann, Bundeszentrale für Politische Bildung, Bonn 2010, ISBN 978-3-8389-0109-1.